# Bassin de l'Arques
Bassin de l'Arques este o arie protejată (sit de importanță comunitară — SCI) din Franța întinsă pe o suprafață de 338 ha, integral pe uscat.

## Localizare
Centrul sitului Bassin de l'Arques este situat la coordonatele 49°46′20″N 1°10′37″E / 49.77222°N 1.17694°E.

## Înființare
Situl Bassin de l'Arques a fost declarat arie specială de conservare în baza directivei 92/43 din 1992 referitoare la conservarea habitatelor naturale și a faunei și florei sălbatice pentru a proteja 7 specii de animale.

## Biodiversitate
Situată în ecoregiunea atlantică, aria protejată conține 3 habitate naturale: Păduri aluvionare cu Alnus glutinosa și Fraxinus excelsior (Alno-Padion, Alnion incanae, Salicion albae), Liziere de ierburi înalte hidrofile de câmpie și de nivel montan până la alpin, Cursuri de apă de la nivel de câmpie la nivel montan, cu vegetație Ranunculion fluitantis și Callitricho-Batrachion.
La baza desemnării sitului se află mai multe specii protejate:
- nevertebrate (1): Austropotamobius pallipes
- pești (6): zglăvoacă (Cottus gobio), Cottus perifretum, Lampetra fluviatilis, cicar (Lampetra planeri), Petromyzon marinus, somonul (Salmo salar)